# Леви, Эдвард
Эдвард Хирш Леви (англ. Edward Hirsch Levi; 26 июня 1911, Чикаго, Иллинойс, США — 7 марта 2000, там же) — американский государственный деятель, генеральный прокурор США (1975—1977).

## Биография
Родился в семье потомственных раввинов. Дедушка по материнской линии - раввин Эмиль Густав Хирш.
В 1935 году окончил юридический факультет Чикагского университета. С 1936 года — доцент на юридическом факультете университета и член коллегии адвокатов штата Иллинойс. В 1938 году окончил школу права Йельского университета, где получил степень доктора права.
Во время Второй Мировой войны служил специальным помощником Генерального прокурора Соединенных Штатов.
В 1945 году вернулся в Чикагский университет на юридический факультет, в 1950—1962 годах — декан юридического факультета и одновременно главный адвокат подкомитета по вопросам монополий при комитете палаты представителей Конгресса США по вопросам судопроизводства.
В 1962—1968 годах — ректор, в 1968—1975 годах — президент Чикагского университета.
В 1975—1977 годах — Генеральный прокурор США в администрации Джеральда Форда, был первым американским евреем на этом посту. Издал ряд положений, ограничивающих вмешательство ФБР в личную граждан (прослушивание телефонов, вход в жилые помещения без предупреждения).
В 1977—1978 годах — приглашенный профессор Стэнфордского университета, являлся попечителем Чикагского университета и Фонда Макартуров.
В 1985 году ушёл на пенсию.
В 1986—1989 годах президент Американской академии искусств и наук.